# Il maresciallo Rocca
Il maresciallo Rocca ist eine 28-teilige Fernsehserie, die 1995 von der RAI, Solaris Cinematografica produziert wurde. Regie führte Giorgio Capitani. Protagonist der Serie ist Giovanni Rocca, Wachtmeister (maresciallo) der Carabinieri, gespielt von Gigi Proietti. Die Serie lief von 1996 bis 2005 in Italien auf RAI Due. In Deutschland wurde sie bis heute nicht gesendet.

## Handlung
Im Mittelpunkt steht Marschall Rocca de Carabinieri. Als Wachtmeister in Viterbo wird er tagtäglich mit Fällen konfrontiert die von Mord, Drogenhandel, illegaler Einwanderung bis zu Entführungen reichen. Nachdem seine Frau Opfer eines Bombenanschlags wird, bleibt er mit seinen drei erwachsenen Kindern zurück, die ihn ebenfalls oft mit seinen beruflichen Pflichten in Konflikt bringen. Befreundet ist er mit der Apothekerin Margherita, die von ihrem Mann getrennt lebt.

## Hintergrund
Ursprünglich auf RAI Due ausgestrahlt, wurde die Sendung nach ihrem Erfolg auf RAI Uno, den Flaggschiff-Kanal des staatlichen Fernsehens, verschoben.
Hauptdarsteller Gigi Proietti erhielt aufgrund der Serie die zum großen Teil in Viterbo spielt, die Ehrenbürgerschaft der Stadt.
Unter den Darstellern der ersten Staffeln war Stefania Sandrelli in der Rolle von Roccas Frau Margherita Rizzo, die in der dritten Sendung der dritten Staffel Opfer eines Bombenanschlags wird. Unter den Schauspielern, die im Laufe der Jahre in mehreren Staffeln beteiligt waren, sind: Veronica Pivetti (Francesca Mariani), Francesca Rinaldi (Daniela Rocca), Angelo Sorino (Giacomo Rocca), Francesco Lodolo (Roberto Rocca), Mattia Sbragia (Staatsanwalt Gennaro Mannino), Roberto Accornero (Hauptmann/Major Aloisi), Sergio Fiorentini (Brigadier Alfio Cacciapuoti), Maurizio Aiello (Marco Sallustri). Die Serie spielt in Viterbo. Die Musik der musikalischen Themen  wurde von Guido & Maurizio De Angelis komponiert.

## Episodenliste

### Staffel 1
Die Ausstrahlung der ersten Staffel erfolgte vom 16. Januar bis zum 12. März 1996 auf RAI Due (Italien)
| Nr. (ges.) | Nr. (St.) | Originaltitel                | Erstausstrahlung Italien |
| ---------- | --------- | ---------------------------- | ------------------------ |
| 1          | 1         | Una morte annunciata         | 16. Jan. 1996            |
| 1          | 2         | Senso di colpa               | 23. Jan. 1996            |
| 1          | 3         | Morte di una ragazza polacca | 30. Jan. 1996            |
| 1          | 4         | Violenza privata             | 6. Feb. 1996             |
| 1          | 5         | Morire d'amore               | 13. Feb. 1996            |
| 1          | 6         | L'ostaggio                   | 27. Feb. 1996            |
| 1          | 7         | L'amica del cuore            | 5. März 1996             |
| 1          | 8         | La vendetta                  | 12. März 1996            |

### Staffel 2
Die Ausstrahlung der zweiten Staffel erfolgte vom 22. März bis zum 30. März 1998 auf RAI Due (Italien)
| Nr. (ges.) | Nr. (St.) | Originaltitel         | Erstausstrahlung Italien |
| ---------- | --------- | --------------------- | ------------------------ |
| 9          | 1         | Un maledetto incastro | 22. März 1998            |
| 10         | 2         | Senza perché          | 23. März 1998            |
| 11         | 3         | Un delitto diverso    | 29. März 1998            |
| 12         | 4         | Enigma Finale         | 30. März 1998            |

### Staffel 3
Die Ausstrahlung der dritten Staffel erfolgte vom 4. März bis zum 25. März 2001 auf RAI Due (Italien)
| Nr. (ges.) | Nr. (St.) | Originaltitel          | Erstausstrahlung Italien |
| ---------- | --------- | ---------------------- | ------------------------ |
| 13         | 1         | Un grido nel buio      | 4. März 2001             |
| 14         | 2         | Il mistero senza volto | 11. März 2001            |
| 15         | 3         | Crudele destino        | 18. März 2001            |
| 16         | 4         | L'ultima sfida         | 25. März 2001            |

### Staffel 4
Die Ausstrahlung der vierten Staffel erfolgte vom 26. Oktober bis zum 10. November 2003 auf RAI Due (Italien)
| Nr. (ges.) | Nr. (St.) | Originaltitel            | Erstausstrahlung Italien |
| ---------- | --------- | ------------------------ | ------------------------ |
| 17         | 1         | Senza perdono            | 26. Okt. 2003            |
| 18         | 2         | Un amore grande          | 27. Okt. 2003            |
| 19         | 3         | Per fatto personale      | 2. Nov. 2003             |
| 20         | 4         | La ragazza col cagnolino | 3. Nov. 2003             |
| 21         | 5         | Veleni                   | 9. Nov. 2003             |
| 22         | 6         | L'uomo sbagliato         | 10. Nov. 2003            |

### Staffel 5
Die Ausstrahlung der vierten Staffel erfolgte vom 2. Oktober bis zum 23. Oktober 2005 auf RAI Due (Italien)
| Nr. (ges.) | Nr. (St.) | Originaltitel               | Erstausstrahlung Italien |
| ---------- | --------- | --------------------------- | ------------------------ |
| 23         | 1         | Il mistero di Santa Brigida | 2. Okt. 2005             |
| 24         | 2         | Menzogne                    | 3. Okt. 2005             |
| 25         | 3         | La trappola                 | 9. Okt. 2005             |
| 26         | 4         | Il figlio di nessuno        | 16. Okt. 2005            |
| 27         | 5         | La maschera e il volto      | 17. Okt. 2005            |
| 28         | 6         | Il male ritorna             | 23. Okt. 2005            |